# Млазовице
Млазовице (чеш. Mlázovice) је насељено мјесто са административним статусом варошице (чеш. městys) у округу Јичин, у Краловехрадечком крају, Чешка Република.

## Становништво
Према подацима о броју становника из 2014. године насеље је имало 558 становника.